# Королевские регалии Пруссии

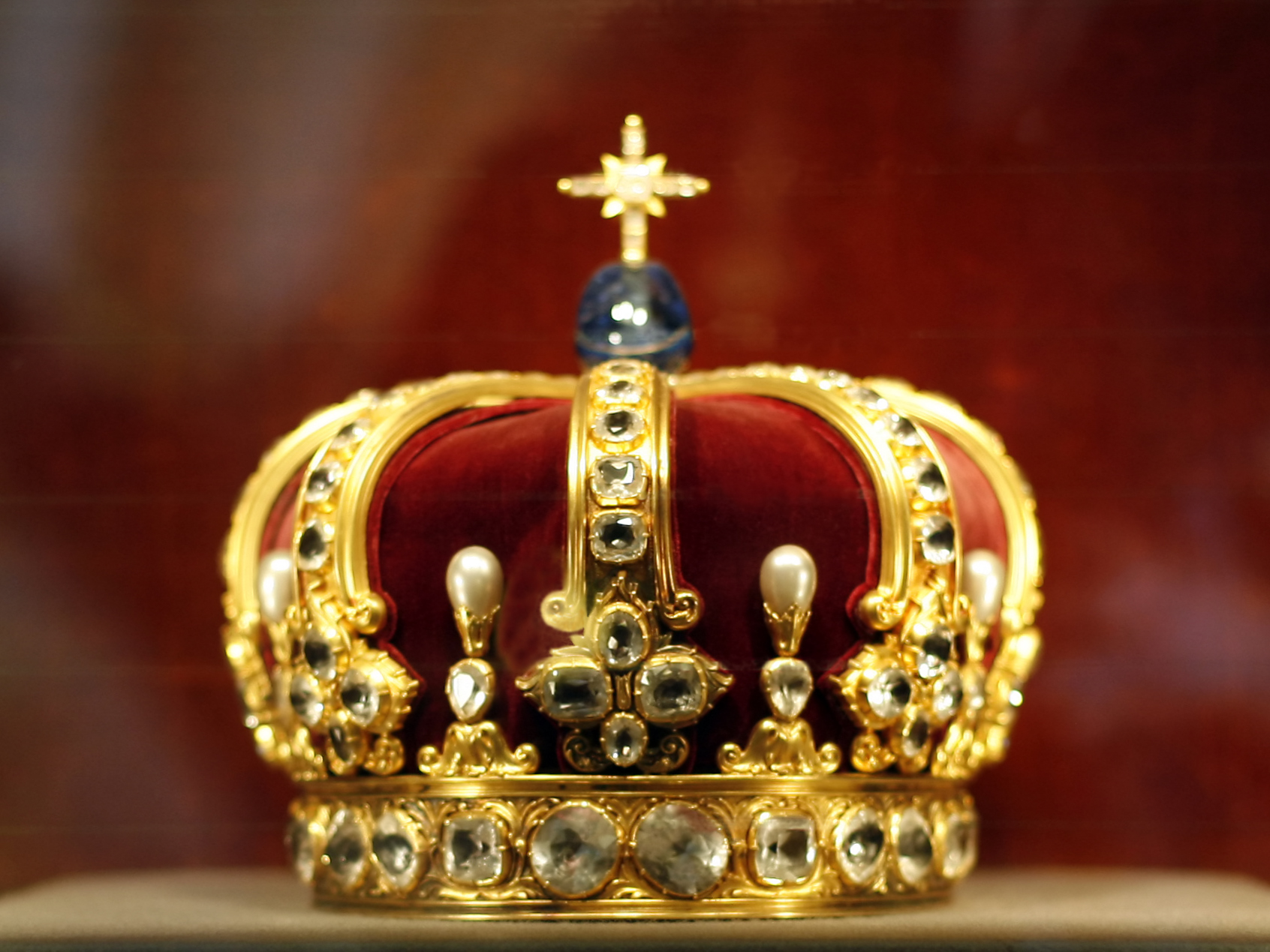
Корона Вильгельма II, замок Гогенцоллерн

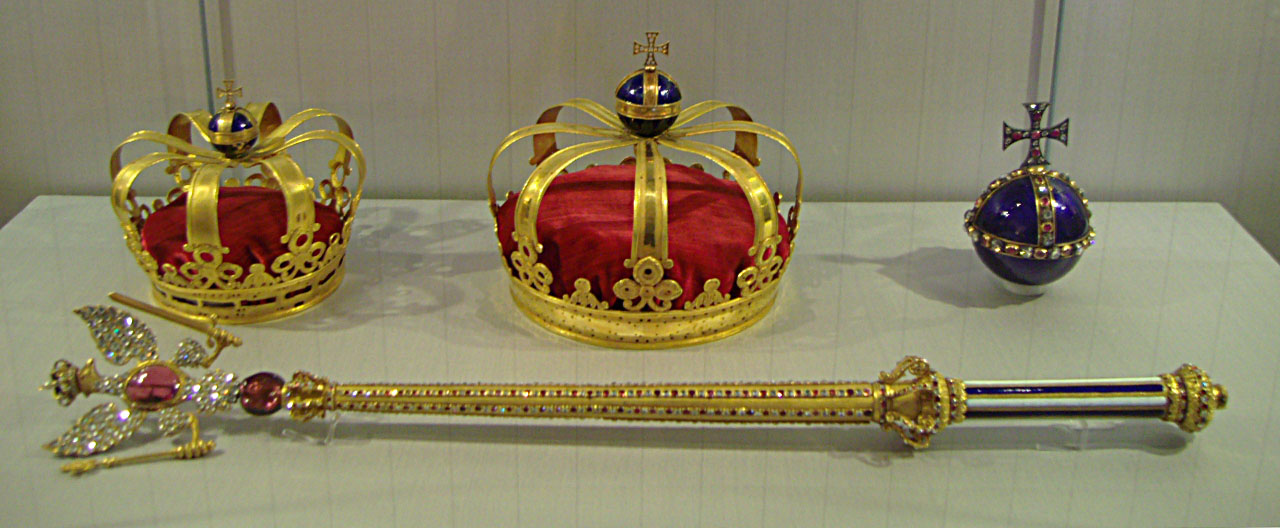
Королевские регалии Пруссии, дворец Шарлоттенбург

Королевские регалии Пруссии (нем. Preußischen Kronjuwelen) — регалии монархов королевства Пруссия (существовало в 1701—1918 годах) из династии Гогенцоллернов, включают в себя две короны, скипетр и державу, использовавшиеся при коронации. В отличие от изысканных королевских регалий других монархий (например, британской, русской и т.д), королевские регалии Пруссии считаются «достаточно простыми».

## История
В число королевских регалий Пруссии входят:
- Корона Вильгельма II (1889), или корона Гогенцоллернов — единственная регалия, изготовленная во время Германской империи (1871—1918), внешним видом очень схожа с более ранними коронами прусских монархов.

В число старых прусских королевских регалий входят:
- Корона Фридриха I (1701)
- Корона Софии Шарлотты Ганноверской (1701)
- Королевский скипетр Фридриха I (1701)
- Держава Фридриха I (1701).

После создания 18 января 1871 года Германской империи, в которой Пруссия занимала почти две трети всей площади, дом Гогенцоллернов занял германский трон, а титул короля Пруссии, хотя формально и существовал, утратил своё значение. После свержения монархии в 1918 году Германия империя стала федеративной республикой, а Пруссия вошла в состав федеративной республики. После отречения от престола кайзер Вильгельм II находился в изгнании в Нидерландах, а королевские регалии Пруссии оставались в руках семьи Гогенцоллернов и были впервые выставлены на обозрение во дворце Монбижу в Берлине в 1927 году. Во время Второй мировой войны королевские регалии Пруссии были эвакуированы сначала в Кёнигсберг в 1944 году, а затем в Тюрингию, где были захвачены экспедиционным корпусом США и затем были возвращены Гогенцоллернам. Корона Вильгельма II, которая таинственным образом исчезла, была найдена в склепе деревенской церкви в Вестфалии возле города Миндена и также была возвращена Гогенцоллернам.
В настоящее время большинство прусских королевских регалий выставлены на обозрение во дворце Шарлоттенбург в Берлине. Корона Вильгельма II как короля Пруссии, хранится в замке Гогенцоллерн под Хехингеном в Баден-Вюртемберге.